# SECOND (Geroのアルバム)
『SECOND』は、Geroの2ndアルバムである。2014年7月2日発売。発売元はNBCユニバーサル・エンターテイメントジャパン。

## 概要
- 前作『one』から1年振りとなるアルバムである。
- 通常盤、初回限定盤A、初回限定盤Bの3形態で発売。初回限定盤Aには、『吾輩はオス猫である』のMVメイキングなどの特典映像DVDが付属。初回限定盤Bには、カバー曲を収録した特典CDが付属する。
- 本人が作詞、作曲を手掛けた「want?」や「めざましテレビ」の特集の際に誕生した「金曜のおはよう」などが収録されている[1]。

## 収録曲
1. 好き勝手言うな [3:43]
作詞・作曲・編曲：スズム
2. やぶさか [3:56]
作詞・作曲：MARETU　　編曲：黒須克彦
3. Circle [2:59]
作詞・作曲・編曲：DECO*27
4. 冷帯魚 [4:30]
作詞・作曲：みきとP　　編曲：黒須克彦
5. うどん２ [4:02]
作詞・作曲：ANCHANG　　編曲：ゆよゆっぺ
6. CHAN－BA－LAジャスティス伝説 [4:14]
作詞：that　　作曲・編曲：れるりり
7. 金曜日のおはよう [4:00]
作詞: shito・Gom　　作曲: shito　　編曲: 黒須克彦
8. 慟哭のエピカ [3:34]
作詞・作曲：Neru　　編曲：黒須克彦
9. 胸愁 [5:20]
作詞：Satomi　　作曲：Kenji Kabashima, kosekibeatz　　編曲：倉内達矢
10. ～Outgrow～ [3:56]
作詞：六ツ見純代　　作曲：Gom(HoneyWorks)　　編曲：黒須克彦
11. アルティメット・ソウル [3:50]
作詞：Gero　　作曲・編曲：藤間 仁 (Elements Garden)
12. Unlocked [3:56]
作詞・作曲：Kei Hayashi　　編曲：黒須克彦
13. 吾輩はオス猫である [4:59]
作詞・作曲・編曲：前山田健一
14. want? ＜シークレットトラック＞ [4:02]
作詞・作曲：Gero　編曲：大和 from 大凶作

### 特典DVD
※初回限定盤Aのみ
「吾輩はオス猫である」
- MVメイキング
- アルバムインタビュー
- アルバムメイキング

### 特典CD
※初回限定盤Bのみ
「歌ってみた ver.Gero」
1. 脳内革命ガール
2. サリシノハラ
3. 妄想税
4. 敗北の少年 feat.まらしぃ